# Alan Ruschel
Alan Luciano Ruschel (Nova Hartz, 23 de agosto de 1989) é um futebolista brasileiro que atua como lateral-esquerdo ou meio-campista. Atualmente joga no Juventude.
Ficou conhecido por ser um dos seis sobreviventes do Voo LaMia 2933, ao lado de Jakson Follmann e Neto.

## Carreira

### Juventude
Alan foi revelado nas categorias de base do Juventude, onde atuou também como meia. No entanto, não teve muitas oportunidades no clube de Caxias do Sul, sendo emprestado para a equipe do Pelotas em 2010, ao Sport Club São Paulo em 2011 e ao Luverdense no mesmo ano.
Após os empréstimos, retornou ao Juventude. Finalmente firmando-se na equipe principal, foi um dos destaques da equipe que conquistou a Copa FGF de 2012.

### Chapecoense (primeira passagem)
Logo depois do Campeonato Gaúcho de 2013, Alan foi contratado pela Chapecoense para jogar a Série B. Após seis partidas e um gol marcado, foi pego no exame antidoping e proibido de jogar pela equipe de Chapecó.

### Internacional
Foi contratado pelo Internacional em 2014, para substituir o veterano Kléber e disputar posição com Fabrício. Devido à presença de outros dois Alans no elenco, começou a ser conhecido como Alan Ruschel.

### Atlético Paranaense
Em agosto de 2015, foi emprestado até o final do ano para o Atlético Paranaense.

### Chapecoense (segunda passagem)
Fez parte do elenco que chegou a final da Copa Sul-Americana de 2016. No entanto, no dia 29 de novembro de 2016, a delegação da equipe catarinense sofreu um grave acidente aéreo, na tragédia do Voo LaMia 2933. O jogador foi um dos sobreviventes.

#### 2017
Após meses se recuperando, a Chapecoense anunciou a volta de Alan Ruschel aos gramados. O jogador participou do amistoso contra o Barcelona em 7 de agosto de 2017, no Camp Nou. Nesse jogo, o Barcelona goleou a Chape por 5 a 0. Mas o resultado do jogo foi o menos importante. Alan ficou em campo até 35 do primeiro tempo, e foi ovacionado de pé por todos no Camp Nou. Mostrou vontade e participou bastante do jogo, e ainda deu um drible seco em Sergio Busquets. Pouco tempo depois, jogou outro amistoso, desta vez contra o Lyon, da França. A Chape saiu na frente, mas levou a virada por 2 a 1. No dia 1 de setembro de 2017, num amistoso contra a Roma, marcou seu primeiro gol após o acidente.
Escalado como titular em um jogo oficial pela primeira vez após o acidente ocorrido em novembro, Alan Ruschel foi escolhido pelo técnico Emerson Cris para enfrentar o Flamengo e deixou o campo sob aplausos das torcidas das duas equipes. Não “apenas” pelo fato milagroso de ter voltado a jogar, mas sim pela superação e boa atuação de um atleta que reforça o elenco da equipe para o restante do ano. Para o lateral, que tem atuado como meio-campista desde os amistosos na Europa, Ruschel acredita que, definitivamente, “sai” o sobrevivente e “entra” em cena o atleta, com vontade de se firmar no time.
| “ | “Hoje o pessoal já não me vê mais como um sobrevivente, mas como um atleta como os demais. Tendo respeito e admiração, mas principalmente o respeito. Todo mundo gosta de ser respeitado. Eu estou trabalhando para as oportunidades virem e eu aproveitar”, comentou o jogador, após a partida. | ” |

Após atuar por 71 minutos contra o Flamengo (foi substituído aos 26 do 2º tempo), Alan Ruschel agradeceu ao interino Emerson Cris pela chance de atuar e admitiu ter superado suas próprias expectativas dentro de campo.

### Goiás
No dia 21 de agosto de 2019, acertou sua transferência para o Goiás por empréstimo.

### Chapecoense (terceira passagem)
Após a passagem pelo Goiás no segundo semestre de 2019, no início de 2020 retornou a Chapecoense e voltou a atuar pelo clube catarinense como capitão. O jogador integrou o elenco na campanha do título do Campeonato Catarinense e na Série B de 2020.
Alan se despediu da Chapecoense dia 12 de fevereiro de 2021, clube no qual se tornou ídolo. No total, jogou 74 jogos e marcou dois gols com a camisa da chape.

### Cruzeiro
Foi anunciado pelo Cruzeiro no dia 7 de fevereiro de 2021. O jogador recusou a proposta de renovação da Chape e assinou com o time mineiro por dois anos. Em 21 de janeiro de 2022, após 4 meses de atuação pelo clube celeste (6 partidas), sua rescisão foi publicada no BID (boletim informativo diário da CBF), terminando, assim, sua passagem pelo clube mineiro.

### América Mineiro
No dia 20 de maio de 2021, Alan foi anunciado pelo América Mineiro. O lateral chegou emprestado pelo Cruzeiro até o fim de dezembro.
Em 13 de dezembro, o América optou pela não renovação do empréstimo. No total, Alan Ruschel atuou em 21 partidas pelo Coelho.

### Londrina
Após ter o empréstimo encerrado pelo América Mineiro no final de 2021, Alan foi anunciado pelo Londrina no dia 11 de abril de 2022, chegando para a disputa da Série B.
Ao final da temporada, o jogador despediu-se do clube paranaense. No total pelo Londrina, Ruschel atuou em 27 partidas na Série B, sendo 21 delas como titular. Ele marcou um gol e deu uma assistência.

### Retorno ao Juventude
Em 2 de dezembro de 2022, o Juventude oficializou o retorno de Alan Ruschel. Durante a coletiva de apresentação, o lateral declarou:
| “ | É um momento único na minha vida e na minha carreira. Eu que cresci aqui nos alojamentos, vivi minha formação como ser humano, voltar para o Jaconi é muito bom. Estou feliz e espero fazer uma história de conquistas. Sou juventudista de coração, assim como a minha esposa e toda a família. | ” |

## Acidente com o Voo 2933 da Lamia
Alan Ruschel foi um dos seis sobreviventes da queda do voo 2933 da LaMia. A aeronave que transportava a equipe da Chapecoense caiu próximo de Medellin, na Colômbia, onde a equipe disputaria a primeira partida da decisão da Copa Sul-Americana de 2016.
O jogador sofreu uma fratura na décima vértebra da coluna vertebral, e corria o risco de ficar tetraplégico. Posteriormente, o risco de Alan perder os movimentos foi descartado. O retorno do jogador aos gramados foi contra o Barcelona, em agosto de 2017, quando entrou no início do jogo e saiu aos 35 minutos do primeiro tempo.

## Títulos
Juventude
- Copa FGF: 2012

Internacional
- Campeonato Gaúcho: 2014 e 2015

Atlético Paranaense
- Campeonato Paranaense: 2016

Chapecoense
- Campeonato Catarinense: 2016, 2017 e 2020
- Copa Sul-Americana: 2016[33]
- Campeonato Brasileiro - Série B: 2020